# Mauritiusrupsvogel
De mauritiusrupsvogel (Lalage typica synoniem: Coracina typica) is een rupsvogel die  endemisch is op het eiland Mauritius

## Kenmerken
De mauritiusrupsvogel wordt inclusief staart 22 centimeter. Het is een onopvallende bosvogel waarvan het vrouwtje sterk verschilt in verenkleed van het mannetje. Het mannetje is grijs van boven en van onder wit. Het vrouwtje is roodbruin op borst en buik en grijsbruin van boven.

## Verspreiding en leefgebied
De  mauritiusrupsvogel houdt zich op in de boomkronen van goed ontwikkeld, oorspronkelijk, vochtig regenbos in heuvelland boven de 450 m boven de zeespiegel bos en is daar standvogel. De vogel voedt zich met grote ongewervelde dieren en gekko's.

## Status
Sinds het eiland werd gekoloniseerd wordt het leefgebied van de mauritiusrupsvogel aangetast door ontbossing en de introductie van uitheemse planten en dieren. Waarschijnlijk bestaat er concurrentie om voedsel met de ingevoerde treurmaina (Acridotheres tristis). Daarom staat de mauritiusrupsvogel als kwetsbaar op de Rode Lijst van de IUCN.